# Киндешть (Арджеш)
Киндешть, Киндешті (рум. Cândești) — село у повіті Арджеш в Румунії. Входить до складу комуни Албештій-де-Мусчел.
Село розташоване на відстані 132 км на північний захід від Бухареста, 52 км на північ від Пітешть, 143 км на північний схід від Крайови, 62 км на південний захід від Брашова.

## Населення
За даними перепису населення 2002 року у селі проживали 492 особи, усі — румуни. Усі жителі села рідною мовою назвали румунську.